# Темпл (Оклахома)
Темпл (англ. Temple) — місто (англ. town) в США, в окрузі Коттон штату Оклахома. Населення — 862 особи (2020).

## Географія
Темпл розташований за координатами 34°16′20″ пн. ш. 98°14′4″ зх. д. / 34.27222° пн. ш. 98.23444° зх. д. (34.272116, -98.234568).  За даними Бюро перепису населення США в 2010 році місто мало площу 3,39 км², з яких 3,39 км² — суходіл та 0,00 км² — водойми.

## Демографія
Згідно з переписом 2010 року, у місті мешкали 1002 особи в 403 домогосподарствах у складі 261 родини. Густота населення становила 296 осіб/км².  Було 542 помешкання (160/км²).
Расовий склад населення:
| - 74,9 % — білих - 7,7 % — чорних або афроамериканців - 6,8 % — корінних американців - 0,6 % — вихідців з тихоокеанських островів - 4,5 % — осіб інших рас |

До двох чи більше рас належало 5,6 %. Частка іспаномовних становила 7,5 % від усіх жителів.
За віковим діапазоном населення розподілялося таким чином: 24,1 % — особи молодші 18 років, 55,5 % — особи у віці 18—64 років, 20,4 % — особи у віці 65 років та старші. Медіана віку мешканця становила 41,8 року. На 100 осіб жіночої статі у місті припадало 94,6 чоловіків;  на 100 жінок у віці від 18 років та старших — 87,4 чоловіків також старших 18 років.
Середній дохід на одне домашнє господарство  становив 48 902 долари США (медіана — 32 679), а середній дохід на одну сім'ю — 57 814 долари (медіана — 41 583). За межею бідності перебувало 24,8 % осіб, у тому числі 34,7 % дітей у віці до 18 років та 8,2 % осіб у віці 65 років та старших.
Цивільне працевлаштоване населення становило 381 осіб. Основні галузі зайнятості: мистецтво, розваги та відпочинок — 24,1 %, освіта, охорона здоров'я та соціальна допомога — 19,2 %, виробництво — 11,3 %, транспорт — 10,8 %.